# Jean Durieux
Pour les articles homonymes, voir Durieux.
Jean Durieux, né le 7 février 1934 à Laghouat (Algérie) et mort le 17 février 1989 à Les Rues-des-Vignes (Nord), est un homme politique français.

## Biographie
Il est député (giscardien) du Nord de 1968 à 1978, année où il est battu par le communiste Claude Wargnies. Il reste conseiller général pour le canton de Marcoing jusqu’à sa mort, date à laquelle sa veuve Liliane lui succède.
Au milieu des années 1980, il quitte l’UDF et adhère au Front national, à l’instar de Bruno Chauvierre, François Bachelot, Michel de Rostolan, Guy Le Jaouen et autres notables. Il est présent sur la liste FN dans le département du Nord lors des élections législatives de mars 1986 mais pas en assez bonne place pour être élu. En revanche, il mène la liste d’extrême droite pour les élections régionales, qui obtient 11,84 % des suffrages exprimés. Jean Durieux devient président du groupe FN au conseil régional de la région Nord-Pas-de-Calais.
Il démissionne du Front national le 10 mars 1988 pour protester contre la « radicalisation » de ce parti (Le Monde, 12 mars 1988), et rejoint sa famille politique d’origine, l'UDF, mais meurt moins d'un an plus tard.

## Hommage
- La salle polyvalente de Les Rues-des-Vignes porte son nom.

## Ouvrage
- Avec Christian Baeckeroot, Pierre Ceyrac, Bruno Chauvierre (préf. Jean-Marie Le Pen), À droite pour la France, pour le Nord, Paris, Albatros, 1986, 140 p. (SUDOC 001148796).